# Айкен (Ааргау)
Айкен (нім. Eiken) — громада  в Швейцарії в кантоні Ааргау, округ Лауфенбург.

## Географія
Громада розташована на відстані близько 80 км на північний схід від Берна, 17 км на північ від Аарау.
Айкен має площу 7,1 км², з яких на 23,1% дозволяється будівництво (житлове та будівництво доріг), 44,9% використовуються в сільськогосподарських цілях, 30,8% зайнято лісами, 1,1% не є продуктивними (річки, льодовики або гори).

## Демографія
2019 року в громаді мешкало 2301 особа (+14,6% порівняно з 2010 роком), іноземців було 21,9%. Густота населення становила 325 осіб/км².
За віковим діапазоном населення розподілялося таким чином: 19,5% — особи молодші 20 років, 64,1% — особи у віці 20—64 років, 16,4% — особи у віці 65 років та старші. Було 975 помешкань (у середньому 2,3 особи в помешканні).
Із загальної кількості 1318 працюючих 29 було зайнятих в первинному секторі, 635 — в обробній промисловості, 654 — в галузі послуг.